# Пингу
Пингу́ (кит. упр. 平谷, пиньинь Pínggǔ) — район городского подчинения города центрального подчинения Пекин (КНР).

## География
Пингу расположен в северной части Пекина, вместе с районами Миюнь, Хуайжоу и Яньцин занимает обширную сельскую территорию, которая после вхождения в состав города активно застраивается жилыми и промышленными комплексами.

## История
Уезд Пингу (平谷县) был образован ещё во времена империи Хань, в 195 году до нашей эры.
С 1928 года уезд входил в состав провинции Хэбэй. В 1935 году при поддержке Японии в восточной части провинции Хэбэй было создано Антикоммунистическое автономное правительство Восточного Цзи, и эти земли вошли в его состав. 1 февраля 1938 года восточнохэбэйская автономия была поглощена другим прояпонским марионеточным режимом — Временным правительством Китайской Республики, который 30 марта 1940 года вошёл в состав созданной японцами марионеточной Китайской Республики. После Второй мировой войны над этими землями была восстановлена власть гоминьдановского правительства.
После образования КНР вошёл в состав Специального района Тунсянь (通县专区). В 1958 году Специальный район Тунсянь был расформирован, и уезд был передан в подчинение властям Пекина. В 2001 году уезд Пингу был преобразован в район городского подчинения.

## Население
Жители Пингу говорят на своём местном диалекте. Его основное отличие от путунхуа заключается во взаимной замене 1-го и 2-го тонов.
| Численность населения Пингу | Численность населения Пингу | Численность населения Пингу | Численность населения Пингу | Численность населения Пингу | Численность населения Пингу | Численность населения Пингу | Численность населения Пингу | Численность населения Пингу | Численность населения Пингу |
| 2006                        | 2007                        | 2008                        | 2009                        | 2010                        | 2011                        | 2012                        | 2013                        | 2014                        | 2015                        |
| --------------------------- | --------------------------- | --------------------------- | --------------------------- | --------------------------- | --------------------------- | --------------------------- | --------------------------- | --------------------------- | --------------------------- |
| 338 524                     | 357 826                     | 377 913                     | 391 013                     | 397 252                     | 406 195                     | 412 392                     | 416 000                     | 422 000                     | 411 846                     |
| 2016                        | 2017                        | 2018                        | 2019                        | 2020                        |                             |                             |                             |                             |                             |
| 409 611                     | 415 364                     | 419 844                     | 420 927                     | 423 993                     |                             |                             |                             |                             |                             |

## Административное деление
Район Пингу делится на 2 уличных комитета, 14 посёлков, 2 волости.

## Экономика
В районе развито сельское хозяйство (овощи и фрукты). В Пингу расположены демонстрационная зона агротехнических инноваций и крупнейший в стране персиковый сад, площадь которого составляет 14,667 тыс. га.
Поселок Дунгаоцунь является крупнейшим в стране центром производства скрипок, здесь изготавливают около трети скрипок мира (ежегодно около 300 тыс. скрипок экспортируются из посёлка в более чем 40 стран мира).